# Asphondylia serpylli
Asphondylia serpylli är en tvåvingeart som beskrevs av Jean-Jacques Kieffer 1898. Asphondylia serpylli ingår i släktet Asphondylia och familjen gallmyggor. Inga underarter finns listade i Catalogue of Life.